# Dipaculao, Aurora
Dipaculao là một đô thị cấp bốn ở tỉnh Aurora, Philippines. Theo điều tra dân số năm 2015, đô thị này có dân số 29.736 người trong.

## Các đơn vị hành chính
Dipaculao, về mặt hành chính, được chia thành 25 khu phố (barangay).
| - Bayabas - Buenavista - Borlongan - Calaocan - Dianed - Diarabasin - Dibutunan - Dimabuno - Dinadiawan - Ditale - Gupa - Ipil - Laboy | - Lipid - Lobbot - Maligaya - Mijares - Mucdol - B Poblacion - Puangi - Salay - Sapangkawayan - South Poblacion - Toytoyan - Diamanen |